# Plattillägget

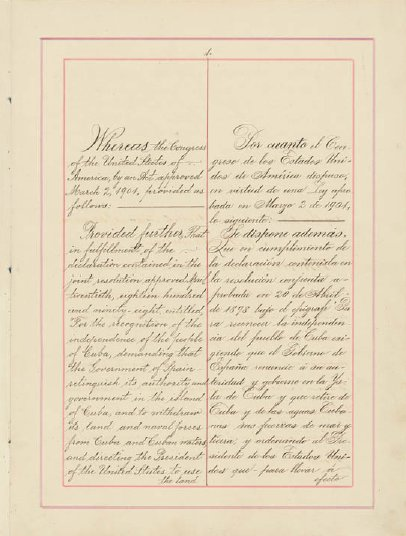
Första sidan ur Plattillägget.

Plattillägget (Platt Amendment) var ett tillägg till den kubanska grundlagen 1901–1934, döpt efter den amerikanske republikanske senatorn Orville H. Platt. Tillägget ersatte det tidigare Tellertillägget. Det stipulerade de förhållanden under vilka USA skulle dra tillbaka sina trupper som fanns kvar i Kuba efter det spansk-amerikanska kriget. Dessutom definierade det Kubas och USA:s relationer fram till 1934 års Treaty of Relations. Tillägget gav USA rätt att ingripa i Kubas affärer samt gav laglig rätt (enligt USA:s lag) att hävda vissa territorier på ön, såsom Guantanamobasen.
Tillägget åberopades ofta för att rättfärdiga amerikansk intervention i vad som ansågs vara kubansk inrikespolitik (bland annat under den amerikanska ockupationen 1916-1919). Tillägget avskaffades under Fulgencio Batistas första regim.

## Villkor
Tillägget introducerades för USA:s kongress av senator Orville H. Platt den 25 februari 1901. Den röstades igenom senaten med rösterna 43 mot 20. USA krävde att Kuba skulle införliva tillägget med sin författning som villkor för att dra tillbaka sina ockupationsstyrkor från ön. Även om den ursprungligen avslogs av Kubas församling accepterades tillägget slutligen med 16 röster mot 11 med fyra nedlagda röster. Därmed integrerades den i 1902 års kubanska grundlag.
Tillägget stipulerade USA:s roll i Kuba och Karibien. Det begränsade Kubas utrikespolitik och handelsrelationer, samt klarställde att staten Kuba tills vidare inte skulle innehålla Isla de la Juventud, fram till dess att dess tillhörighet kunde klarställas i ett framtida avtal. Tillägget lade även krav på Kuba att sälja eller arrendera ut land till USA som var nödvändigt för kolning eller utvecklingen av marina stationer. Efter att Theodore Roosevelt drog tillbaka federala trupper från ön 1902 skrev Kuba under ett avtal med USA som specificerade förhållandena för utarrenderingen av land till USA för en station vid Guantanamobukten.

## Påföljder
Efter att tillägget godkänts ratificerade USA tariffer  som gav Kuba fördelar inom den amerikanska sockermarknaden, samt skyddade vissa utvalda amerikanska produkter på den kubanska marknaden. Tillägget upphörde till stora delar att gälla 1934 när Treaty of Relations mellan USA och Kuba förhandlades fram som en del av Franklin Roosevelts "Good Neighbor Policy" mot Latinamerika. José Manuel Cortina och andra medlemmar av Kubas grundlagskonvention 1940 eliminerade tillägget från Kubas grundlag.
Den långsiktiga utarrenderingen av Guantanamobukten kvarstår. Kubas regering under Castro har fördömt avtalet som ett brott mot den 52 artikeln av 1969 års Wienkonvention om traktaträtten, som klargör att ett avtal är ogiltigt om det genomförts med hot eller militär styrka. Fjärde artikeln i andra Wienkonventionen klargör dock att dess villkor inte kan appliceras retroaktivt.